# 柱 (豊橋市)
柱（はしら）は、愛知県豊橋市の町名。現行行政地名は柱一番町から柱九番町。

## 地理
豊橋市の北部に位置し、中心街から南方に位置する。
柱は一番町から九番町によって構成され、柱◯番町◯-◯と表記される。よって、各町とも丁目や小字は持たない。

### 湖沼
- 大池
- 鯰池

## 歴史
愛知県渥美郡橋良村及び小浜村の各一部を前身とする。橋良村は「柱」と表記されることもあった。
1878年に佐藤村、山田村、小池村、橋良村、小浜村、小松新田が合併し、福岡村となった。
1906年には福岡村が磯辺村、野依村、植田村、大崎村と合併し、高師村が発足した。大字は継承される。
1932年に豊橋市へ編入される。高師村の大字は町名へと継承された。

### 沿革
- 1948年（昭和23年）11月1日 - 橋良町・小浜町の各一部より、柱一番町 - 柱九番町が成立[6][1]。

## 世帯数と人口
2019年（平成31年）4月1日現在の世帯数と人口は以下の通りである。
| 町丁     | 世帯数    | 人口    |
| -------- | --------- | ------- |
| 柱一番町 | 223世帯   | 554人   |
| 柱二番町 | 322世帯   | 740人   |
| 柱三番町 | 124世帯   | 300人   |
| 柱四番町 | 134世帯   | 259人   |
| 柱五番町 | 247世帯   | 560人   |
| 柱六番町 | 202世帯   | 476人   |
| 柱七番町 | 347世帯   | 780人   |
| 柱八番町 | 222世帯   | 484人   |
| 柱九番町 | 311世帯   | 564人   |
| 計       | 2,132世帯 | 4,717人 |

### 人口の変遷
国勢調査による人口の推移
| 1995年（平成7年）  | 4,548人 | [ 7 ]  |  |
| 2000年（平成12年） | 4,754人 | [ 8 ]  |  |
| 2005年（平成17年） | 4,715人 | [ 9 ]  |  |
| 2010年（平成22年） | 4,662人 | [ 10 ] |  |
| 2015年（平成27年） | 4,740人 | [ 11 ] |  |

## 学区
市立小・中学校に通う場合、学区は以下の通りとなる。また、愛知県立高等学校全日制普通科に通う場合の学区は以下の通りとなる。
| 町丁     | 番・番地等 | 小学校             | 中学校             | 高等学校 |
| -------- | ---------- | ------------------ | ------------------ | -------- |
| 柱一番町 | 全域       | 豊橋市立福岡小学校 | 豊橋市立南部中学校 | 三河学区 |
| 柱二番町 | 全域       | 豊橋市立福岡小学校 | 豊橋市立南部中学校 | 三河学区 |
| 柱三番町 | 全域       | 豊橋市立福岡小学校 | 豊橋市立南部中学校 | 三河学区 |
| 柱四番町 | 全域       | 豊橋市立福岡小学校 | 豊橋市立南部中学校 | 三河学区 |
| 柱五番町 | 全域       | 豊橋市立福岡小学校 | 豊橋市立南部中学校 | 三河学区 |
| 柱六番町 | 全域       | 豊橋市立福岡小学校 | 豊橋市立南部中学校 | 三河学区 |
| 柱七番町 | 全域       | 豊橋市立福岡小学校 | 豊橋市立南部中学校 | 三河学区 |
| 柱八番町 | 全域       | 豊橋市立福岡小学校 | 豊橋市立南部中学校 | 三河学区 |
| 柱九番町 | 全域       | 豊橋市立福岡小学校 | 豊橋市立南部中学校 | 三河学区 |

## 交通
- 愛知県道388号大山豊橋停車場線（南陽通り）
- 愛知県道386号平井牟呂大岩線（立岩街道）
- 愛知県道502号豊橋環状線（豊橋環状線）

## 施設
柱一番町
- 豊農寺

柱二番町
- 橋良公民館
- 蒲郡信用金庫橋良支店
- 洋服の青山豊橋柱店
- メガネの三城豊橋柱店
- セブン-イレブン豊橋柱二番町店
- 正光寺

柱三番町
- メガネの愛眼豊橋柱店
- すき家豊橋西店
- サイゼリヤ豊橋柱店
- 橋良神社
- セブン-イレブン豊橋柱三番町店

柱四番町
- 岡崎信用金庫豊橋柱支店
- 東愛知日産豊橋柱店
- エール・フォルトゥーナ

柱五番町
- EQVo!とよはし店
  - ヤマダデンキテックランド豊橋店
  - 魚魚丸豊橋店
  - マツモトキヨシEQVo!とよはし店
  - 保険ほっとライン豊橋柱店
- 餃子の王将柱店

柱六番町
- 豊川信用金庫藤沢支店
- 東京靴流通センター豊橋柱店

柱七番町
- 豊橋市立柱保育園
- あいおいニッセイ同和損害保険
- 愛知県共済生活共同協会豊橋事務所
- 高木工業社員寮C
- 高木工業社員寮D
- 素盞嗚神社

柱八番町
- ファミリーマート豊橋柱八番町店（旧サンクス店舗）

柱九番町

## その他

### 日本郵便
- 集配担当する郵便局と郵便番号は以下の通りである[14][15]。

| 町丁     | 郵便番号 | 郵便局       |
| -------- | -------- | ------------ |
| 柱一番町 | 441-8054 | 豊橋南郵便局 |
| 柱二番町 | 441-8053 | 豊橋南郵便局 |
| 柱三番町 | 441-8052 | 豊橋南郵便局 |
| 柱四番町 | 441-8051 | 豊橋南郵便局 |
| 柱五番町 | 441-8059 | 豊橋南郵便局 |
| 柱六番町 | 441-8058 | 豊橋南郵便局 |
| 柱七番町 | 441-8057 | 豊橋南郵便局 |
| 柱八番町 | 441-8056 | 豊橋南郵便局 |
| 柱九番町 | 441-8055 | 豊橋南郵便局 |